# Camponotus piceus
Espèce
Camponotus piceus est une fourmi de taille moyenne à grande (3,5 à 7 mm) dont le corps est entièrement noir luisant très uniforme. Les antennes, les tibias, les tarses présentent une teinte rougeâtre et les fémurs sont bruns. Les différents individus au sein d'un même nid présentent un polymorphisme prononcé. Présence de quelques poils. Yeux de couleur noire.
L'essaimage a lieu de mai à juin.

## Habitat
Les colonies sont monogynes. Elles sont généralement établies sous les pierres dans des lieux découverts, argileux ou sablonneux.

## Répartition
En France, cette fourmi est surtout présente dans le sud, des Landes au Var.
En Belgique, cette espèce très rare n'a été trouvée que dans le sud de l'Entre-Sambre-et-Meuse.